# Scherzo en fa sostingut menor
Scherzo en fa sostingut menor (op. 1) és una peça per a orquestra escrita per Dmitri Xostakóvitx porbablement entre el 1921 o el 1922 mentre estudiava al Conservatori de Petrograd amb Maximilian Steinberg i a qui li va dedicar. La primera representació de la versió per a piano va ser el 31 de juliol de 1922 a Petrograd, amb el compositor al piano. L'estrena de la versió orquestral va ser l'1 d'octubre de 1986 a Berlín, amb l'Orquestra Filharmònica del Volkstheater Rostock, amb Gerd Puls a la direcció.
La composició és una de les primeres obres supervivents del compositor. Originalment escrit com un sol moviment d'una sonata per a piano, l'Scherzo es va orquestrar més tard amb l'ajuda de Steinberg i es va convertir en una obra orquestral per dret propi. Té una durada d'uns cinc minuts.
L'estrena britànica de la composició va ser interpretada per l'Orquestra Simfònica de la BBC dirigida per Mark Elder el 1996. Consisteix en una secció de scherzo, un trio i una retransició que porta al tema scherzo. La peça s'ha descrit com a alineació amb l'escola de Rimski-Kórsakov. Xostakóvitx va utilitzar un tema de l'Scherzo en fa sostingut menor en el moviment 'Nina de rellotgeria' de la seva col·lecció de peces per a piano, Quadern infantil (op. 69 núm. 6).

## Origen i context
L'Scherzo en fa sostingut menor és un dels pocs exemples supervivents de les primeres obres de Dmitri Xostakóvitx, juntament amb cinc dels seus vuit preludis per a piano. Normalment es data com a escrit durant els mesos de tardor o principis d'hivern de 1919, el primer any del compositor al Conservatori de Petrograd (actual Conservatori de Sant Petersburg), quan tenia 13 anys. No obstant això, s'enregistren múltiples dates: l'Scherzo està registrat com a escrit l'any 1920 en una recopilació d'obres titulada 'Una descripció de la vida de Dmitri Xostakóvitx' (1926); una altra recopilació titulada 'Llista de les obres de Xostakóvitx' (1927) data l'Scherzo com 1919–1920. El mateix Xostakóvitx va citar la data de composició de l'Scherzo com a 1919 a les llistes posteriors de les seves obres. El musicòleg Olga Digonskaia, però, escriu que el més probable és que la peça fos composta a finals de 1921 o principis de 1922, quan Xostakóvitx tenia gairebé 15 anys. Després del descobriment de Digonskaia, aquesta segueix sent la data de composició acceptada.
En el seu primer o segon any al Conservatori, Xostakóvitx va començar a compondre una Sonata per a piano en si menor. El tercer moviment, l'únic moviment supervivent de l'obra, es va orquestrar més tard i es va convertir en l'Scherzo en fa sostingut menor. Xostakóvitx va dedicar la peça al seu professor de composició Maximilian Steinberg, que havia ensenyat a Xostakóvitx al Conservatori i va fomentar l'apreciació musical tant acadèmica com estètica. Steinberg també va ajudar a Xostakóvitx amb l'orquestració de l'Scherzo.

## Forma
L'Scherzo en fa sostingut menor està escrit per a una orquestra similar en grandària i composició a les utilitzades per Brahms i Txaikovski. La peça està escrita per a flautí, dues flautes, dos oboès, dos clarinets, dos fagots, quatre trompes, dues trompetes, tres trombons, tuba, timbals, triangle, plats, bombo i cordes. La partitura està dividida en tres seccions titulades 'Allegretto', 'Meno mosso' i 'Tempo I' i té una durada aproximada de 5 minuts.
Els temes introduïts a l'Scherzo s'estructuren i es tracten de manera contrapuntística, cosa que David Fanning escriu és una reminiscència estilística de Steinberg. La peça comença amb una secció de scherzo que introdueix un tema principal de flauta i una línia contrapuntística tocada amb violins en pizzicato. Aquesta idea de contrapunt es repeteix de diferents formes, incloses imitacions i inversions, al llarg de l'Scherzo. A continuació, la peça arriba al que Fanning anomena una secció de trio "lírica" en re major. La música aquí és en un vals i els temes es toquen en un polirítme dos contra tres, començant per les cordes i repetint-se amb els vents fusta i les trompes. El trio és seguit d'una retransició, que incorpora elements de la idea de contrapunt de la flauta i el violí pizzicato, i porta de nou a la secció de scherzo. Fanning escriu que la retransició és "per cert, la iniciativa estructural més interessant de la peça", ja que actua com un "clímax" —que un oient podria haver esperat durant la secció anterior del trio— i una oportunitat per desenvolupar idees temàtiques i texturals. El tema del vals s'indica repetidament a la secció de metall juntament amb el tema contrapuntístic scherzo original de l'obertura. Una altra combinació de temes s'escolta en la frase final de la peça.

## Recepció i llegat
A finals de 1921 o principis de 1922, Xostakóvitx va tocar l'Scherzo en fa sostingut menor al piano per al director Nikolai Malkó, que el va descriure com "una obra excel·lent, naturalment, d'un alumne talentós, no més que això". Malkó no va quedar tan impressionat per l'Scherzo com per la Simfonia núm. 1 posterior del compositor (1924–1925).
Laurel Fay i David Fanning descriuen la composició com la música de ballet de Txaikovski i Delibes, encara que la seva "estructura de frase flexible" no es presta a ballar. Fay identifica que l'obra s'alinea estilísticament amb el llegat de l'escola Rimski-Kórsakov. Fanning escriu que la professionalitat de la música, especialment la seva orquestració, és menys impressionant després del descobriment que la peça va ser escrita més tard del que es pensava.
Xostakovitx va utilitzar el tema inicial de l'Scherzo en fa sostingut menor en el moviment 'Nina de rellotgeria' de la seva col·lecció de peces per a piano Quadern infantil (Op. 69 núm. 6). Richard Louis Gillies escriu que l'Scherzo en fa sostingut menor és la primera instància de Xostakóvitx component en aquesta tonalitat, la qual cosa continuaria sent "d'especial importància" per al compositor; Gillies cita 'The City Sleeps' de Seven Romances on Poems d'Alexander Blok i la seva Suite en fa sostingut menor com a dos exemples posteriors. L'estrena britànica de l'Scherzo en fa sostingut menor va tenir lloc el 17 de febrer de 1996 al Royal Festival Hall de Londres, interpretada per l'⁣Orquestra Simfònica de la BBC dirigida per Mark Elder. Es va emetre per primera vegada a BBC Radio 3 el maig del mateix any.